# Relaciones Turkmenistán-Venezuela
Las relaciones Turkmenistán-Venezuela se refieren a las relaciones internacionales que existen entre Turkmenistán y Venezuela.

## Historia
El 23 de diciembre de 2008, Venezuela suscribió un acuerdo sobre el funcionamiento y el estatuto del Foro de Países Exportadores de Gas con varios Estados en Moscú, Rusia. Los Estados Partes decidieron reestructurar el Foro, y el acuerdo estuvo abierto para ser accedido por Turkmenistán, al igual que otros países.
El presidente venezolano Hugo Chávez realizó una visita oficial a Turkmenistán el 6 de septiembre de 2009.

## Misiones diplomáticas
- Venezuela cuenta con una embajada concurrente en Teherán, Irán.[3]